# Breezango
Breezango fue un tag team face de lucha libre profesional, que trabajó en WWE, conformado por los luchadores Fandango y Tyler Breeze.
Dentro de sus logros, está el haber Sido Campeones en Parejas de NXT.

## Historia

### Formación (2016)
Breezango se formó a raíz de diversas discusiones entre Goldust y R-Truth, cuando el primero intentó desesperadamente convencer al rapero a formar un tag team llamado The Golden Truth. Posteriormente los dos habrían tenido que luchar en un torneo para decretar los contendientes n.º 1 al Campeonato en Parejas de WWE ostentado por The New Day (Big E, Kofi Kingston y Xavier Woods), sin embargo R-Truth sería sustituido por Fandango sin razón aparente; Goldust y Fandango (entonces llamados "GoldDango") se enfrentarían a The Vaudevillains (Aiden English y Simon Gotch) en los cuartos de final del torneo pero serían derrotados y eliminados. R-Truth, en represalia, formaría una alianza con Tyler Breeze, así formando a "The Gorgeous Truth". Pero cuando, en el episodio de SmackDown del 12 de mayo, "GoldDango" y "The Gorgeous Truth" tuvieron que enfrentarse, Goldust y R-Truth se negaron a atacarse mutuamente, provocando así que, tanto Fandango como Breeze traicionaron a sus respectivos compañeros.

### WWE (2016-2021)
El 16 de mayo en Raw, hicieron su debut como equipo derrotando a The Golden Truth (Goldust y R-Truth). Tras esto, se inició una rivalidad entre ellos.Tras varios careos entre ambos equipo, en Money in the Bank, Breezango fue derrotado por The Golden Truth. El 19 de julio en SmackDown, fueron enviados equipo a SmackDown como parte del Draft. En Battleground, derrotaron a The Usos.

#### SmackDown Live (2016-2018)
El 2 de agosto en SmackDown, Fandango derrotó a Randy Orton por descalificación ya que Brock Lesnar atacó a Orton durante la lucha. En SummerSlam, formaron equipo con The Vaudevillains y The Ascension para ser derrotados por American Alpha, The Usos y The Hype Bros en un 12-Man Tag Team Match. El 23 de agosto en SmackDown, participaron en el torneo para determinar a los inaugurales Campeones en Parejas de SmackDown, siendo derrotados por American Alpha en la primera fase. Tras esto, no aparecieron por algunas semanas.
El 8 de noviembre en SmackDown, derrotaron a The Vaudevillains, ganando un cupo para el Traditional Survivor Series Elimination Tag Team Match en Survivor Series. En Survivor Series, fue el primer equipo eliminado de la lucha. Después de esto, cambiaron su gimmick a la de policías de la moda.
En Elimination Chamber, participaron en un Tag Team Turmoil Match por los Campeones en Parejas de SmackDown pero fueron eliminados por Heath Slater y Rhyno. Previa a WrestleMania, Breeze empezó a usar disfraces en sus luchas. El 21 de marzo, Fandango fue derrotado por John Cena mientras que Breeze se presentó disfrazado de Nikki Bella. En el Kick-Off de WrestleMania 33, participaron en el André the Giant Memorial Battle Royal pero ambos fueron eliminados por Tian Bing. El 25 de abril en SmackDown, participaron en un Beat the Clock Challenge Match donde derrotaron a The Ascension, donde no sólo fueron ganadores de la lucha (tras superar la marca de American Alpha quienes habían derrotado a The Colons) sino también habían ganado el derecho de ser retadores #1 a los Campeonatos en Parejas de SmackDown Live! ante The Usos en Backlash. En las siguientes semanas, fueron aclamados por el público cambiando a face. En Backlash, se enfrentaron a The Usos por los Campeonatos en Parejas de SmackDown Live!, sin embargo perdieron. El 23 de mayo en SmackDown, Fandango y Breeze retaron a Jimmy y Jey Uso a dos luchas individuales. En la primera lucha; Breeze derrotó a Jey mientras que, Fandango también derrotó a Jimmy. Tras esto, Breezango retaron a una lucha más pero esta vez por los Campeonatos en Parejas de SmackDown a lo que The Usos aceptaron. Esa misma noche, fueron derrotados por The Usos. El 30 de mayo en SmackDown, derrotaron a The Colons. En Money In The Bank, derrotaron a The Ascension.
El 12 de septiembre de 2017, realizaron una aparición especial en 205 live, arrestando a Drew Gulak por no estar a la moda, actualmente solo aparecen en los segmentos llamado The Fashion Files, junto con The Ascension. En el Kick-Off de Survivor Series, fueron derrotados por Kevin Owens & Sami Zayn. En Clash Of Champions, fueron derrotados por The Bludgeon Brothers (Harper & Rowan).
En el Kick-Off de Fastlane, junto a Tye Dillinger derrotaron a Mojo Rawley, Chad Gable & Shelton Benjamin. En el Kick-Off de WrestleMania 34, ambos participaron en el André the Giant Memorial Battle Royal, con Fandango eliminando a Curt Hawkins, sin embargo Breeze fue eliminado por Shelton Benjamin y minutos más tarde, Fandango fue eliminado por Kane.

#### Raw (2018)
Aparecieron en el Raw Shake-up del 16 de abril, derrotando a Cesaro & Sheamus, haciéndose oficial su traspaso como equipo a Raw. En Greatest Royal Rumble, ambos participaron en el Greatest Royal Rumble Match, con Fandango entrando de #26 y Breeze de #30, sin embargo Fandango fue eliminado por Mojo Rawley, durando 3 minutos y 42 segundos, seguido también Breeze fue eliminado por Mojo Rawley durando 16 segundos. En el Main Event emitido el 3 de mayo, derrotaron a The Revival (Dash Wilder & Scott Dawson), en el Raw del 14 de mayo, fueron derrotados por The B-Team (Bo Dallas & Curtis Axel), la siguiente semana en Raw, fueron derrotados nuevamente por The B-Team (Bo Dallas & Curtis Axel), en el Raw del 4 de junio, participaron en un Tag Team Battle Royal por una oportunidad a los Campeonatos en Parejas de Raw de The Deleters of Worlds ("Woken" Matt Hardy & Bray Wyatt), con Breeze eliminando a Dolph Ziggler(de Drew McIntyre & Dolph Ziggler), después de eliminarlos fueron atacados por McIntyre & Ziggler, Fandango eliminó a Viktor(de The Ascension), sin embargo, Fandango fue eliminado por The Revival, la siguiente semana en Raw, fueron derrotados por Drew McIntyre & Dolph Ziggler, la siguiente semana en el Main Event emitido el 21 de junio, fueron derrotados por The Authors Of Pain (Akam & Rezar), la siguiente semana en Main Event, junto a Bobby Roode derrotaron a Curt Hawkins & The Ascension (Eric Thompson & Konnor). El 9 de julio, WWE confirmó que Fandango se lesionó del hombro izquierdo, dejando a Breeze como luchador individual.

#### NXT (2019-2021)
Fandango regresa después de su lesión y se reúne con Breeze en el episodio del 7 de agosto de 2019 atacando junto a brezze a forgotten sons. Derrotaron a forgotten sons en el episodio del 14 de agosto, El 4 de septiembre en NXT derrotaron a Chase Parker & Matt Martel.
En el NXT del 3 de junio, regresaron como el equipo misterioso por anunciar, derrotando a The Undisputed Era (Bobby Fish & Roderick Strong) y a Danny Burch & Oney Lorcan en una Triple Threat Tag Team Match ganando una oportunidad a los Campeonatos en Parejas de NXT de Imperium (Fabian Aichner & Marcel Barthel), en el NXT del 17 de junio, se enfrentaron a Imperium (Fabian Aichner & Marcel Barthel) por los Campeonatos en Parejas de NXT, sin embargo perdieron. En la Noche 2 de NXT The Great American Bash, junto a Drake Maverick fueron derrotados por Legado Del Fantasma (Santos Escobar, Joaquin Wilde & Raul Mendoza). En el NXT del 22 de julio, derrotaron a Ever-Rise (Chase Parker & Matt Martel). En el NXT del 19 de agosto, junto a Isaiah "Swerve" Scott, fueron derrotados por Legado Del Fantasma (Santos Escobar, Joaquin Wilde & Raul Mendoza). En el Pre-Show de NXT TakeOver XXX, derrotaron a Legado Del Fantasma (Joaquin Wilde & Raul Mendoza) y a Danny Burch & Oney Lorcan en una Triple Threat Tag Team Match, ganando una oportunidad a los Campeonatos en Parejas de NXT de Imperium (Fabian Aichner & Marcel Barthel). 4 días después en NXT, derrotaron a Imperium (Fabian Aichner & Marcel Barthel) y ganaron los Campeonatos en Parejas de NXT por primera vez. La siguiente semana en NXT Super Tuesday, junto a Isaiah "Swerve" Scott, derrotaron a Legado Del Fantasma (Santos Escobar, Joaquin Wilde & Raul Mendoza) en un Street Fight. En el NXT del 16 de septiembre, derrotaron a Imperium (Fabian Aichner & Marcel Barthel) y retuvieron los Campeonatos en Parejas de NXT, la siguiente semana en NXT, Fandango le sugirió al Gerente General de NXT William Regal un combate de Danny Burch(representando a Burch & Lorcan) & Roderick Strong(representando a The Undisputed Era) contra Fabian Aichner(representando a Imperium) & Raul Mendoza(representando a Legado Del Fantasma), donde los ganadores de ese combate tendrán que enfrentarse entre sí, para ganar una oportunidad a sus Campeonatos en Parejas de NXT, a lo cual Regal aceptó. En el NXT del 21 de octubre, originalmente se enfrentarían a The Undisputed Era (Bobby Fish & Roderick Strong) por los Campeonatos en Parejas de NXT, sin embargo fueron derrotados por los que los sustituyeron, siendo Danny Burch & Oney Lorcan con ayuda de Pat McAfee, perdiendo los Campeonatos en Parejas de NXT, terminando con un reinado de 56 días y en el NXT del 11 de noviembre, se enfrentaron a Danny Burch & Oney Lorcan por los Campeonatos en Parejas de NXT, sin embargo perdieron. En el NXT emitido el 30 de diciembre, fueron derrotados por Grizzled Young Veterans (James Drake & Zack Gibson).
En el Pre-Show de la Noche 2 de NXT TakeOver: Stand & Deliver, se enfrentaron a Drake Maverick & Killian Dain por una oportunidad a los Campeonatos en Parejas de NXT de MSK(Nash Carter & Wes Lee), sin embargo perdieron.
Breezango se disolvió en la WWE después de que los dos luchadores fueran liberados de sus contratos con la WWE el 25 de junio de 2021.

### Circuito independiente (2023-presente)
El 8 de octubre de 2023, se reunió con Tyler Breeze ahora conocido simplemente como "Breeze" para renombrarse como "Dirty Breeze" y en el evento de Next Generation Wrestling llamado NGW Nightmare In The Old City, junto a Breeze derrotaron a Matt Cross & Penta El Zero Miedo.
Ya en 2024, en ICW Homecoming 2, derrotaron a Hot Stuff Enterprises (Sebastian Braun & Shayne Stetson). En GCW Effy's Big Gay Brunch 9, se enfrentaron a BUSSY (Allie Katch & Effy), sin embargo perdieron.

## En lucha
- Movimientos finales de Breeze
  - Beauty Shot (spinning heel kick)
  - Unprettier (inverted double underhook facebuster) - 2015 - 2021; adoptado de Christian
- Movimientos finales de Fandango
  - Last Dance/Beauty in Motion / Maine Jam (Diving leg drop) - 2006-2021
- Apodos
  - "The Fashion Police"
  - "The Master Of Disguise" (Breeze)

## Campeonatos y logros
- WWE
  - NXT Tag Team Championship (1 vez)